# Encefalopatia gruźlicza
Encefalopatia gruźlicza (ang. tuberculous encephalopathy) – rzadka postać gruźlicy. Występuje częściej u ludzi młodych. Do jej głównych objawów zaliczają się drgawki, śpiączka albo osłupienie oraz rozsiane wykrzepianie wewnątrznaczyniowe. Nie występuje podrażnienie opon mózgowo-rdzeniowych (choć inne źródła temu zaprzeczają). W zmienionej tkance można zaobserwować obrzęk i znaczną demielinizację, płyn mózgowo-rdzeniowy pozostaje bez lub z niewielkimi zmianami. Patogeneza nie jest pewna, przypuszcza się, że encefalopatia gruźlicza jest wynikiem nadwrażliwości. Zaobserwowano podobieństwo obrazu klinicznego choroby do ostrego rozsianego zapalenia mózgu i rdzenia oraz alergicznego zapalenia mózgu i rdzenia.